# 红蜂媒体
红蜂媒体有限公司（英語：Red Bee Media Limited）是一家媒体公司，在伦敦西部拥有一个电视播出中心。该公司为英国的电视和广播机构提供服务，比如BBC、UKTV、Virgin Media Television、ESPN和Community Channel。该公司还为5频道提供播出后备设施。公司的播出部负责处理超过60路的广播和电视信号，包括了所有英国境内的BBC频道（BBC新闻台和BBC国会台除外，BBC自身负责这两个台的播出信号），以及BBC的国际信号，如BBC国际台、BBC Prime和BBC美食频道。

## 介绍
除了播出服务外，红蜂公司还提供“创意服务”，比如广告创意、电视广播的宣传片/带和预告片创意，电视节目策划和互动电视。公司还提供一种“接入服务”，为BBC，Channel 4和Five提供字幕等服务。公司的服务还包括媒体管理、设计和支持服务，比如为移动电话运营商提供视频编辑和编码，以及为BBC和维珍媒体（Virgin Media）提供互动电视（VOD）和IPTV服务。
红蜂公司为BBC，UKTV等电视台提供互动电视服务。包括BBC的网站（bbc.co.uk）在内的许多网站也使用公司的网络管理服务。公司目前在推广它的电视合成设计系统。比如一款专门为电视体育节目设计的"Piero"的体育竞赛分析系统。公司还通过下属的BDS提供节目编排服务。
2006年，红蜂启动了它的一款叫做Digital Hive的产品。该产品能让内容和版权拥有者们将媒体资产进行强化和重新分配。该产品目前的用户有BBC和Endemol。
红蜂媒体有限公司由原先的BBC播出有限公司改组而来。BBC播出公司在2002年由BBC创办，目标是将自身所有的频道和创意统一管理。公司的成立来源于BBC和英国政府达成的一个协议。该协议规定，BBC将成立一个商业运作的部门，此部门的收入将作为BBC收视牌照收入的一个补充。这样BBC日后就能逐步降低它的收视牌照费用。按照这个协议成立的商业机构还有BBC国际，BBC资源服务和BBC科技。
2005年8月1日，BBC播出公司联通其所有附属子公司以1.66亿英镑的价格被创意广播服务公司（Creative Broadcast Services Limited）买下。创意广播服务公司是澳大利亚的Macquarie Capital Alliance Group和Macquarie银行有限公司专门为竞标而成立的公司。公司竞标成功后，于2005年10月27日被重新命名为“红蜂媒体有限公司”。被收购前不久，BBC播出公司从BBC国际手中买下了一家叫播出数据服务（Broadcasting Dataservices）的公司，既前面提到的BDS，以期增强公司在 电子节目指南 和节目播出信息服务方面的实力。
BBC科技公司在2004年被卖给了西门子商业服务公司。这样，BBC的商业部门目前只剩下了BBC国际和BBC资源服务。
红蜂媒体的主要活动都在BBC位于White City的电视中心媒体村的播出中心内。有一部分字幕服务在格拉斯哥。少量的工作人员分布在英国各处。该公司于2007年1月在法国巴黎开设了它的字幕服务，客户目前有法国电视台的M6频道。
公司于2005年底还以750万澳元，约合320万英镑的代价收购了澳大利亚字幕中心这家位于澳大利亚的公司。
红蜂媒体在2007年3月6日宣布成立澳大利亚红蜂媒体公司。公司的第一个客户是SBS。
2013年7月，爱立信宣布收购红蜂媒体，以进一步巩固爱立信的广播服务业务。2014年3月交易获得英国竞争委员会审批通过，爱立信获得了Red Bee Media的1500名员工，以及其在英国、法国、德国、西班牙和澳大利亚的媒体服务和运营设施。